# Список вояків армії УНР, розстріляних більшовиками під Базаром 1921 року
Нижче поданий список та короткі біографічні відомості про вояків армії УНР, полонених у бою під Малими Міньками 17 листопада 1921 року та розстріляних більшовиками.

### А
Акаловський Вадим Євгенович (1900, Кам'янецький повіт, Подільська губернія — 22 листопада 1921, містечко Базар, Базарська волость, Овруцький повіт, Волинська губернія);
Алексєєв Іван (1901, Псковська губернія — 22 листопада 1921, містечко Базар, Базарська волость, Овруцький повіт, Волинська губернія);
Ананьєв Микола Петрович (1898, Біле (?), Ямпільський повіт, Подільська губернія — 22 листопада 1921, містечко Базар, Базарська волость, Овруцький повіт, Волинська губернія);
Ангелюк Василь Тимофійович (1901, Кам'янече, Уманський повіт, Київська губернія (нині — Кам'янече, Новоархангельський район, Кіровоградська область) — 22 листопада 1921, містечко Базар, Базарська волость, Овруцький повіт, Волинська губернія);
Андрієвський Костянтин Андрійович (1897, Юшків Ріг, Таращанський повіт, Київська губернія (нині — Петрівське, Таращанський район, Київська область) — 22 листопада 1921, містечко Базар, Базарська волость, Овруцький повіт, Волинська губернія);
Андруско Филимон Кирилович (1892, Кам'янецький повіт, Подільська губернія — 22 листопада 1921, містечко Базар, Базарська волость, Овруцький повіт, Волинська губернія);
Арцик Іван Пилипович (1896, Пирятин, Полтавська губернія — 23 листопада 1921, містечко Базар, Базарська волость, Овруцький повіт, Волинська губернія);
Атнабунт Захар Ілліч (1897, Бахмут, Катеринославська губернія — 22 листопада 1921, містечко Базар, Базарська волость, Овруцький повіт, Волинська губернія);

### Б
Бабич Іван Дмитрович (1900 с. Петрине, Єлисаветградський повіт, Херсонська губернія — 22 листопада 1921, містечко Базар, Базарська волость, Овруцький повіт, Волинська губернія);
Бондар Петро Онисимович (1901, село Кам'яне, Савранська волость, Балтський повіт, Подільська губернія — 22 листопада 1921, містечко Базар, Базарська волость, Овруцький повіт, Волинська губернія);
Борисенко Денис Петрович (1888, село Горнянка, Ніжинський повіт, Чернігівська губернія — 22 листопада 1921, містечко Базар, Базарська волость, Овруцький повіт, Волинська губернія);
Браславський Антон Якимович (7 грудня 1899, Ямпільський повіт, Подільська губернія — 22 листопада 1921, містечко Базар, Базарська волость, Овруцький повіт, Волинська губернія);
Бузун Данило Савелійович (за іншими даними - Сисоєвич) (11 грудня (за даними метричної книги - 8 грудня) 1893, село Матіївка (за даними метричної книги - Батурин), Конотопський повіт, Чернігівська губернія — 22 листопада 1921, містечко Базар, Базарська волость, Овруцький повіт, Волинська губернія);

### В
Василів Михайло Миронович (1900, село Шустівці, Рихтецька волость, Кам'янецький повіт, Подільська губернія — 23 листопада 1921, містечко Базар, Базарська волость, Овруцький повіт, Волинська губернія);
Васильєв Олександр Миронович
Вашкевич Михайло Максимович
Венглевський Тимофій Григорович
Венгржанівський Володимир Фролович
Вергун Семен Семенович
Вередин Василь Ананійович (нар. 1899 р. в с. Вила, Ямпільський повіт, Подільська губернія)
Вержбович Леонтій Павлович
Візир Гаврило Григорович
Власов Павло Семенович
Власюк Павло Григорович
Вовк Арсеній Спиридонович
Ворепрівський Кирило Лаврентійович

### Г
Гавелюк Прокіп Федорович
Гаєвський Стефан Юхимович
Гапоненко Захар Дмитрович
Гаренов Олександр Миколайович
Герасимук Данило Данилович
Гиньков Михайло Євгенович
Гирич Петро Трохимович
Гладченко Ілько Семенович
Гловинський Мусій Миколайович (1896, село Темне, Гайсинський повіт, Подільська губернія — 22 листопада 1921, містечко Базар, Базарська волость, Овруцький повіт, Волинська губернія);
Голобородько Микола Максимович (1896, село Хощевате, Таращанський повіт, Київська губернія — 22 листопада 1921, містечко Базар, Базарська волость, Овруцький повіт, Волинська губернія);
Головко Петро Діонісійович (22 вересня 1893, Прилуцький повіт, Полтавська губернія — 22 листопада 1921, містечко Базар, Базарська волость, Овруцький повіт, Волинська губернія);
Головченко Яків Іванович
Голуб Артем Павлович
Голуб Василь Григорович
Гоманюк Сазан Арсентійович
Горбач Іван Олександрович
Горков Іван Іванович
Горний (Грихно) Григорій Андрійович
Гоянов Володимир Георгійович
Григоренко Никон Іванович
Грицарюк Нестір Павлович (1893, село Карабчиїв, Кам'янецький повіт, Подільська губернія — 22 листопада 1921, містечко Базар, Базарська волость, Овруцький повіт, Волинська губернія);
Грицишин Олексій Григорович (нар 1898 р. в с. Ятрівка(?), Ямпільський повіт, Подільська губернія)
Гричковський Денис Власович (нар 1897 р. в с. Букатинка, Ямпільський повіт, Подільська губернія)
Грох Митрофан Васильович (1888, Народичі, Овруцький повіт, Волинська губернія — 23 листопада 1921, містечко Базар, Базарська волость, Овруцький повіт, Волинська губернія);
Губенко Зиновій Трифонович (19 березня 1899, місто Ладижин, Гайсинський повіт, Подільська губернія — 22 листопада 1921, містечко Базар, Базарська волость, Овруцький повіт, Волинська губернія);
Гуденко Петро Спиридонович
Гуменюк Карпо Григорович (1898, село Нова Соколівка, Проскурівський повіт, Подільська губернія — 22 листопада 1921, містечко Базар, Базарська волость, Овруцький повіт, Волинська губернія);
Гуцало Михайло Олексійович

### Д
Давидчук Влас Парфенович (1895, село Круті Горби, Таращанський повіт, Київська губернія — 22 листопада 1921, містечко Базар, Базарська волость, Овруцький повіт, Волинська губернія);
Данилевський Андрій Іванович
Дараган Іван Андрійович
Дейкун Яків Юхимович
Декаленко Петро Максимович (1896, місто Сквира, Київська губернія — 22 листопада 1921, містечко Базар, Базарська волость, Овруцький повіт, Волинська губернія);
Делозовський Олександр Іванович
Деменов Володимир Іванович
Деменчук-Ходаківський Олександр Васильович
Демченко Петро Костянтинович
Дзячківський Іван Вікентійович (1892, Торчин, Луцький повіт, Волинська губернія (нині селище міського типу, Луцький район, Волинська область) — 22 листопада 1921, містечко Базар, Базарська волость, Овруцький повіт, Волинська губернія);
Добровольський Гаврило Антипович
Долгий Юхим
Дробинський Петро Маркович
Дробот Яків Васильович
Дрозденко Ясен Дем'янович
Дудар Андрій Демидович
Дяченко Микола Олександрович (6 грудня 1896, хутір Романівка, Хорольський повіт, Полтавська губернія — 22 листопада 1921, містечко Базар, Базарська волость, Овруцький повіт, Волинська губернія);

### Е-Є
Ендрик Йосип Лазарович
Єгор Ернест Артурович
Єрмаков Георгій Севастьянович

### Ж
Жир Василь Дорофійович (1899, село Хандиліївка, Павлоградський повіт, Катеринославська губернія — 22 листопада 1921, містечко Базар, Базарська волость, Овруцький повіт, Волинська губернія);
Жуков Микола Йосипович

### З
Завальницький Петро Каленикович
Закурдаєв Максим Стефанович
Запорожець Данило Семенович (1899, місто Миколаїв, Херсонська губернія — 22 листопада 1921, містечко Базар, Базарська волость, Овруцький повіт, Волинська губернія);
Захаренко Спиридон Олексійович
Збаращенко Олександр Петрович (1894, місто Сквира, Київська губернія — 22 листопада 1921, містечко Базар, Базарська волость, Овруцький повіт, Волинська губернія);
Зеньченко Лука Олексійович
Зленко Микола Петрович
Зубків Олексій Мусійович
Зубченко Олександр Пилипович

### І
Іваненко Яким Захарович (9 вересня 1892, Одеса, Херсонська губернія — 22 листопада 1921, містечко Базар, Базарська волость, Овруцький повіт, Волинська губернія);
Іваницький Іван Іванович
Іванюк Дем'ян Павлович
Ільченко Семен Григорович
Іщенко Іван Іванович (29 травня 1898, Зіньків, Полтавська губернія — 22 листопада 1921, містечко Базар, Базарська волость, Овруцький повіт, Волинська губернія);

### К
Кайдан Стефан Захарович (1897, село Терехівка, Чернігівський повіт, Чернігівська губернія — 22 листопада 1921, містечко Базар, Базарська волость, Овруцький повіт, Волинська губернія);
Каласніков Олександр Антонович
Калишський Дем'ян Іванович (нар. 1898 р. в Ямпільському повіті Подільської губернії)
Каменецький Михайло Григорович
Канащук Григорій
Качан Корній Назарович
Кибальник Сила Пантелеймонович  - писар кінної сотні при штабі ( 29 липня 1889 р. Полтавська губ.с. Чернеча Слобода - 22 листопада 1921 м. Базар Базарської вол. Овруцького пов. Волинської губ.) 
Киволін Варлам Іванович
Кириченко Олексій Трохимович
Кисличук Іван Гнатович
Кишковський Володимир Антонович
Клепач Ілля Юхимович
Клименко Антон Никифорович
Коваленко Онисим Іванович
Ковальський Дмитро Павлович
Ковтуненко Іван Наумович (1896, Токмак, Бердянський повіт, Таврійська губернія — 22 листопада 1921, містечко Базар, Базарська волость, Овруцький повіт, Волинська губернія);
Когун Сава Максимович
Кожушко Ілля Опанасович
Козаченко Микола Євдокимович (21 червня 1885, село Клинове, Бахмутський повіт, Катеринославська губернія — 22 листопада 1921, містечко Базар, Базарська волость, Овруцький повіт, Волинська губернія);
Козій Іван Павлович
Козловський Тимофій Михайлович
Колесніков Терентій Лаврентійович
Колінко Іван Петрович
Копнюк Леонтій Іванович
Корбут Степан Іванович (1890, село Рубченки, Сквирський повіт (нині Володарський район (Київська область)), Київська губернія — 22 листопада 1921, містечко Базар, Базарська волость, Овруцький повіт, Волинська губернія);
Корнієнко Тимофій Микитович
Костецький Трохим Семенович
Коханко Павло Григорович (нар. 1900 р. в с. Борова /імовірно Борівка/, Ямпільський повіт, Подільська губернія)
Краковський (Краповський) Максим Михайлович (нар. 1897 р. в с. Рожанівка /ймовірно Рожнятівка/, Ямпільський повіт, Подільська губернія)
Кранц Йосип Йосипович
Кривокобильський Монан Павлович
Крижанівський Павло Павлович
Кримський Микола Антонович
Крутокоп Яків Ельвович
Кубельський Василь Феодосійович
Куденський Євген Михайлович
Кузьменко Митрофан Юхимович (1889, село Веркіївка, Ніжинський повіт, Чернігівська губернія — 22 листопада 1921, містечко Базар, Базарська волость, Овруцький повіт, Волинська губернія);
Кузьмін Василь Микитович
Кузьмін Яків Васильович
Кулик Іван Іванович
Куник Іван Давидович
Кучер Оникій Тимофійович (1900, село Степанці, Канівський повіт, Київська губернія — 22 листопада 1921, містечко Базар, Базарська волость, Овруцький повіт, Волинська губернія);
Кучеренко Феодосій Федорович
Кушлинський Адам Іванович

### Л
Лабун Сава Сергійович
Ладенюк Фома Михайлович (нар. 1900, Ямпільський повіт, Подільська губернія)
Левтиков Володимир Вікторович
Либко (Любко) Іван Павлович (нар. 1898, с. Гальжбіївка, Ямпільський повіт, Подільська губернія)
Липовський Григорий Сергійович
Лисовський Олександр Григорович
Лисогор Павло Михайлович
Лотовський Володимир Павлович
Луб'яний Василь Онуфрійович (1896 — 22 листопада 1921) — бунчужний Армії УНР. Народився в селі Юшків Ріг Таращанського повіту Київської губернії. Українець. Селянин. Закінчив сільську школу. Безпартійний. В українській армії з 1918 року. Інтернований у табір м. Александров Куявський. Стояв на обліку в кулеметній сотні 16-го куреня 6-ї дивізії. Під час Другого Зимового походу — бунчужний кулеметної сотні 4-ї Київської дивізії. У полон потрапив близько 16.00 год. 17 листопада під с. Малі Миньки. Розстріляний 22 листопада 1921 р. у м. Базар Реабілітований 25 березня 1998 р.
Лященко Федір Якович (10 серпня 1898, село Гирівка, Конотопський повіт, Чернігівська губернія — 22 листопада 1921, містечко Базар, Базарська волость, Овруцький повіт, Волинська губернія);

### М
Майданюк Степан Іванович (1899, село Северинівка, Брацлавський повіт, Подільська губернія — 23 листопада 1921, містечко Базар, Базарська волость, Овруцький повіт, Волинська губернія);
Маковецький Павло Микитович
Малевич Михайло Іванович
Манжула Іван Федорович
Маницький Іван Михайлович
Маринич Петро Іванович (16 січня 1899, Ічня, Чернігівська губернія — 22 листопада 1921, містечко Базар, Базарська волость, Овруцький повіт, Волинська губернія);
Марков Володимир Михайлович
Маслоїд Василь Кирилович (нар. 1898 р. в с. Голинчинці, Рожнятівська волость, Ямпільський повіт, Подільська губернія)
Маширов Микола Дмитрович
Медведський-Коваль Костянтин Васильович (нар. с. Кочубіїв, Кам'янець-Подільський повіт, Подільська губернія. Помічник скарбника 4-ї Київської дивізії Армії УНР, Герой Другого Зимового походу)
Мелентьєв Михайло Львович
Мельник Петро Леонтійович (1899, село Гальжбіївка, Ямпільський повіт, Подільська губернія — 22 листопада 1921, містечко Базар, Базарська волость, Овруцький повіт, Волинська губернія). Селянин, закінчив школу, безпартійний. В армії УНР з 1920 року, був санітаром лазарету 4-ї Київської дивізії. Потрапив у полон 17 листопада біля с. Звіздаль. Реабілітований 27 квітня 1998.
Мельниченко Олексій Федорович
Мердієвський Антон Аврамович
Мещеряков Тимофій Бенедиктович
Микуленко Данило Якович (1890 р.н., с. Вербівка Зміївського пов. Харківської губ.)
Мироненко Кузьма Давидович (21 вересня 1891, село Піски, Лохвицький повіт, Полтавська рнія — 23 листопада 1921, містечко Базар, Базарська волость, Овруцький повіт, Волинська губернія);
Михайленко Яків Іванович
Мількер Леопольд Адольфович
Мокрицький Діонісій Іванович
Момот Пилип Олександрович
Мон За Літ (1885 Харбін — 22 листопада 1921 Базар) — козак 4-ї Київської дивізії. Китаєць. Освіти і спеціальності не мав. Якийсь час жив у м. Казань, де працював чорноробочим (до 1918 р.). Безпартійний. У Червоній армії не служив. В Армії УНР із 1919 р. Під час Другого Зимового походу — козак 4-ї Київської дивізії. Потрапив у полон 17 листопада під с. Малі Миньки. Розстріляний 22 листопада 1921 р. у м. Базар. Реабілітований 27 квітня 1998 р.
Моргун Степан Трохимович
Мороз Максим Купріянович
Моцак Грицько Іванович
Моцедарський Микола Олександрович
Музика Василь Михайлович

### Н
Наавгуст Степан Якович (нар. 1899 в с. Сапіжанка, Ямпільський повіт, Подільська губернія)
Навродський Василь Сидорович
Нароган Сидір Іванович (нар. 1900, Ямпільський повіт, Подільська губернія)
Натенко Микола Ілліч
Невідничий Петро Якович
Нестеренко Андрій
Новоленик Євген Ларіонович

### О
Обочук Борис Володимирович
Овдієнко Василь Андрійович
Оландаренко Карпо Іванович (іноді — Оліндаренко та Аландаренко): 1900, село Полова, Прилуцький повіт, Полтавська губернія — 23 листопада 1921, містечко Базар, Базарська волость, Овруцький повіт, Волинська губернія. Українець, міщанин, «ходив до церковного училища», безпартійний. В армії УНР з 1919 року. Під час 2-го Зимового походу — козак 1-го куреня 1-ї бригади 4-ї Київської дивізії. У полон потрапив 17 листопада під с. Звіздаль, близько 15.00–16.00. Розстріляний 23 листопада 1921 року у м. Базар. Реабілітований 27 квітня 1998 року.
Олениченко Василь Дмитрович
Олехнович Семен Никонович
Олійник Гнат Васильович
Омелянков Максим Васильович
Онищенко Іван Степанович (нар. 1898 р. в м. Ямпіль, Подільська губернія)
Онуфрійчук Герасим Семенович
Опороснюк (Оперсюк) Григорій Каленикович (нар. 1900 р. в с. Рожнятівка, Ямпільський повіт, Подільська губернія)
Остремів Григорій Омелянович
Островський Микита Тимофійович
Островський Степан Остапович
Охвенчук Петро Прокопович
Очеретний Тиміш Степанович (нар. 1899 р., Ямпільський повіт, Подільська губернія)

### П
Паламаренко Федот Григорович (1898, село Шпотівка, Конотопський повіт, Чернігівська губернія — 22 листопада 1921, містечко Базар, Базарська волость, Овруцький повіт, Волинська губернія);
Панченко Юхим Миколайович
Пастушенко Іван Андрійович
Песецький (Пясецький) Михайло Миколайович (нар. 1899 р. в селі Коси, Ямпільський повіт, Подільська губернія)
Петренко Іван Денисович
Петриченко Данило Юхимович
Піщанський Тарас Якович
Плавка Трохим Іванович
Плахтій Купріян Федорович
Плевак Іван Кайнович
Погиба Федір Данилович (1898, Літки (Броварський район), Чернігівська губернія — 22 листопада 1921, містечко Базар, Базарська волость, Овруцький повіт, Волинська губернія);
Поліщук Антон Васильович
Поломарчук (Паламарчук) Олександр Якимович (нар. 1897 в с. Моївка, Подільська губ., імовірно нинішнє с. Моївка Чернівецького р-ну Вінницької обл.)
Полторак Олександр Іванович
Попович Василь Михайлович (1897, село Короваї, Городищенська волость, Переяславський повіт, Полтавська губернія — 22 листопада 1921, містечко Базар, Базарська волость, Овруцький повіт, Волинська губернія);
Постелинський Денис Людвигович
Приполок Захар Ілліч
Приходський Олександр Семенович
Приходько Митрофан Микитович
Прокопець Степан Кіндратович
Проскурня Георгій Дмитрович
Прохоров Петро Васильович
Прохоров-Нікітін Іван Микитович
Прусняк Сава Кузьмич

### Р
Радий Дмитро Петрович
Радіоненко Тимофій Якович
Радченко Василь Матвійович
Радченко Іван Сергійович
Радченко Стефан Михайлович
Распашнюк Андрій Семенович
Редкин Максим Григорович (1900, Херсон — 22 листопада 1921 р.) — воїн Армії УНР, учасник Другого зимового походу. Український міщанин. Закінчив початкове училище (в м. Херсон). Чорноробочий, безпартійний. В Армії УНР із 1919 р. Інтернований в одному з польських таборів. Під час Другого Зимового походу — козак 4-ї Київської дивізії. Розстріляний 22 листопада 1921 р. у м. Базар. Реабілітований 27 квітня 1998 р.
Решетніков Микола Георгійович
Рижак Павло Сергійович
Романенко Степан Якимович
Рубан Іван Лукич
Рудницький Василь

### С
Савченко Трохим Архипович (1899, село Дмитрівка, Конотопський повіт, Чернігівська губернія — 22 листопада 1921, містечко Базар, Базарська волость, Овруцький повіт, Волинська губернія);
Сагусий Явсентій Данилович
Саківський Микола Григорович (1890, Волинський повіт (?), Волинська губернія — 23 листопада 1921, містечко Базар, Базарська волость, Овруцький повіт, Волинська губернія);
Сальський Олексій Петрович
Светненко Данило Григорович
Свиргодський Володимир Іванович
Свиридов Григорій Терешкович
Сердюк Данило Костянтинович
Сидоренко Іван Матвійович
Сидоренко Семен Іванович
Силецький Володимир Михайлович
Синиця Стефан (*1887, Узин, Васильківський повіт, Київська губернія — 22 листопада 1921, Базар) — старшина Армії УНР, начальник господарчої частини 4-го Сірожупанного полку 1-ї Рекрутової дивізії. Безбатченко. Закінчив двокласне училище та Київську школу прапорщиків. Учителював. Від 1918 в українській армії. 1920 року служив у 3-й Залізній дивізії на посаді помічника обозного 21-го куреня, начальником штабу якого був Василь Прохода. Під час Другого зимового походу — помічник начальника господарчої частини 5-го куреня 2-ї бригади 4-ї Київської дивізії. 16 листопада потрапив у полон під с. Миньки. Розстріляний 22 листопада 1921 р. у м. Базар. Реабілітований 25 березня 1998 року.
Сичов Петро Порфирійович
Скорич Левко Іванович
Скорняков Сергій Іванович
Слободенюк Леонтій Федорович
Слободян Антон Васильович
Слободян Филимон Кирилович
Слободянюк Павло Панасович
Слюсарев Павло Григорович
Соболь Левко Васильович
Соколовський Станіслав Аполович
Сокрут Наум Аврамович (1 грудня 1891, слобода Нижня Сироватка, Сумський повіт, Харківська губернія — 22 листопада 1921,Базар). Українець. Селянин. Закінчив Сумське сільськогосподарське училище (в 1912 р.) та 2-гу Іркутську школу прапорщиків. Спеціальність — агроном. Штабс-капітан царської армії (командир інженерної роти) 4-ї Сибірської стрілецької дивізії. Партійність — «петлюрівець» (так вказав у анкеті). В Армії УНР із 1 січня до листопада 1919 р. (був січовим стрільцем), коли потрапив у полон до денікінців, з якими пізніше був інтернований до табору м. Александров Куявський. У 1920 р. воював у складі Київської дивізії, з якою відступив у Польщу, де знову був інтернований у табір м. Александров Куявський. Під час Другого Зимового походу — ройовий технічної сотні 4-ї Київської дивізії. В полон потрапив 17 листопада. Розстріляний 22 листопада 1921 у м. Базар. Реабілітований 12 березня 1998 р.
Соліус Петро Іванович
Соломонівський Василь Володимирович
Солтановський Микола Олександрович (1895, місто Київ — 22 листопада 1921, містечко Базар, Базарська волость, Овруцький повіт, Волинська губернія);
Солтученко Михайло Харлампійович
Старенький Яків Никифорович (20 жовтня 1896, село Баговиця, Кам'янецький повіт, Подільська губернія — 22 листопада 1921, містечко Базар, Базарська волость, Овруцький повіт, Волинська губернія);
Стародуб Никифор Григорович
Стеблин Іван Дмитрович
Страшкевич Борис Паладійович
Стрижельницький Олександр Олістратович
Сузима (можливо — Дугельський) Григорій Макарович
Сускин Павло Юхимович

### Т
Танасечук Павло Варфоломійович
Тарасенко Прокіп Григорович
Тимощук Михайло Іванович (*1899, Велика Березна, Заславський повіт, Волинська губернія — 22 листопада 1921, Базар) — український військовик. Народився 1899 року в селі Велика Березна Заславського повіту Волинської губернії (нині Полонського району Хмельницької області). Українець. Селянин. Закінчив двокласне училище. Безпартійний. В Армії Української Народної Республіки із 7 березня 1919 року. Під час Другого Зимового походу — козак гарматної бригади 4-ї Київської дивізії. Потрапив у полон до більшовиків 17 листопада. Розстріляний 22 листопада 1921 року у місті Базар. Реабілітований 27 квітня 1998 року.
Токаревич Костянтин Антонович
Тройнюк Юхим Прокопович (1892, село Летава, Кам'янецький повіт, Подільська губернія — 23 листопада 1921, містечко Базар, Базарська волость, Овруцький повіт, Волинська губернія);
Тронько Оксентій Іванович (нар.3 лютого 1890 — пом.23 листопада 1921) — фельдшер Армії УНР. Народився у с. Соколюк Чоботарської волості, Ольгопольського повіту, Подільської губернії. Українець. Селянин. Закінчив двокласне училище та фельдшерську школу. Безпартійний. В Армії УНР із 1919 р. Інтернований у таборі у Вадовицях (Польща). Під час Другого Зимового походу — фельдшер 4-ї Київської дивізії. Будучи пораненим, 17 листопада потрапив у полон коло с. Звіздаль. Розстріляний 23 листопада 1921 у м. Базар. Реабілітований 12 березня 1998.
Тютюнник Степан Максимович

### У
Уланов Олександр Володимирович
Усенко Валерій Іванович (нар.16 вересня 1899, село Карпилівка, Полтавська губернія — пом.22 листопада 1921, містечко Базар, Базарська волость, Овруцький повіт, Волинська губернія);
Усенко Віталій Викентійович (1887, Житомир, Волинська губернія — 22 листопада 1921, містечко Базар, Базарська волость, Овруцький повіт, Волинська губернія);
Усик Автоном Максимович

### Ф
Фарафонов Мусій Федотович (5 лютого 1898, Подільська губернія — 22 листопада 1921, містечко Базар, Базарська волость, Овруцький повіт, Волинська губернія);
Федорів Степан Семенович
Федоренко Іван Петрович
Федоренко-Євтухів Микола Іванович
Федорук Павло Лаврентійович
Феодорів Яків Васильович

### Х
Харжевський Володимир Степанович
Харін Василь Терентійович (1889, село Васищеве, Харківський повіт, Харківська губернія — 22 листопада 1921, містечко Базар, Базарська волость, Овруцький повіт, Волинська губернія);
Хмель Антон Федорович
Ходько Борис Олексійович
Хозинський Степан Гаврилович
Храмов Михайло Іванович
Хульченко Мирон Антонович

### Ч
Чадринський Іван Павлович
Черв'як Лука Мусійович
Чередниченко Степан Омелянович
Черниш Володимир Кононович
Чечень Авраам Митрофанович
Чичман Іван Йосифович
Чорний Василь Микитович
Чорний Клим Фадейович
Чубко Федір Федорович

### Ш
Шапа Гнат Якович
Шаповаленко Федір Соломонович
Шафрановський Андрій Феодистович
Шведюк Яків Васильович
Швець Василь Максимович
Швець Сергій Іванович
Швець Федір Федорович
Швець Яків Васильович
Швидак Максим Якович
Швиденко Нестір Сергійович
Шевченко Василь Олексійович
Шевченко Григорій Васильович
Шевченко Лазар Харитонович
Шеденко Микита Христофорович
Шейнов Петро Іванович
Шелест Пилип Васильович
Шепель Семен Антонович
Шиманський Карпо Гарасимович
Шипованов Яків Петрович
Шиян Микола Пилипович
Шкапа Радіон Савелійович
Шкіра Мусій Силович
Шкумат Василь Дмитрович (1898—1921)
Шляшун Іполит Іванович
Шмелівський Станіслав Костянтинович
Штан Іван Федорович
Шупик Яким Гнатович
Шура-Бура Іван Леонтійович (1891 — 23 листопада 1921, містечко Базар, Базарська волость, Овруцький повіт, Волинська губернія) — підполковник Армії УНР.

### Щ
Щербак Степан Терентійович (* 1 березня 1901 — 22 листопада 1921, містечко Базар, Базарська волость, Овруцький повіт, Волинська губернія) — козак 4-ї Київської дивізії Армії УНР, герой другого Зимового походу.
Щербак Федір Якимович
Щербина Роман Климентійович

### Я
Якимченко Микола Михайлович
Якубовський Павло Володимирович (11 червня 1895, Біла Церква, Київська губернія — 22 листопада 1921, містечко Базар, Базарська волость, Овруцький повіт, Волинська губернія);
Янишевський Костянтин Іванович
Янишевський Федір Михайлович
Ярешенчук Петро Лукич
Ярич Василь Кіндратович
Ярош Андрій Кіндратович
Ясько Анастас Стефанович (1896 Київ — 23 листопада 1921, містечко Базар, Базарська волость, Овруцький повіт, Волинська губернія) — хорунжий Армії УНР. Командир 3-ї сотні 2-ї бригади 4-ї Київської дивізії Армії УНР.
Яцина Василь Григорович (24 березня 1898, село Горби, Кременчуцький повіт, Полтавська губернія — 22 листопада 1921, містечко Базар, Базарська волость, Овруцький повіт, Волинська губернія);
Яцкевич Стефан Максимович